# Jane Russell
Ernestine Jane Geraldine Russell (Bemidji, Minnesota, 21 de junio de 1921-Santa María, California, 28 de febrero de 2011), más conocida como Jane Russell, fue una actriz estadounidense y símbolo sexual de los años 1940 y 1950, recordada por su papel protagónico en el filme Los caballeros las prefieren rubias, junto a Marilyn Monroe.

## Primeros años
Hija de una actriz y de un militar. La influencia de su madre hizo que Jane fuese a estudiar interpretación con la famosa Maria Ouspenskaya, instruyéndose también en canto y piano.

## Carrera

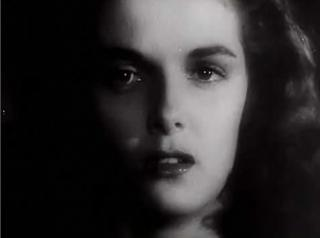
Russell en la película The Outlaw de 1941.

Russell trabajaba como modelo y secretaria de un médico cuando fue contratada por el magnate Howard Hughes para actuar en la película El forajido o Fuera de la ley (The Outlaw) de 1941. En algún momento Howard Hughes sintió obsesión por los pechos de Russell en el plató.
Tras su debut cinematográfico, participó en programas radiofónicos de humoristas de la época, entre los que se hallan Bob Hope, y apareció como modelo de glamour en revistas militares.
En 1946, Russell volvió al cine para interpretar el papel de Joan Kenwood en el largometraje Esclava de un recuerdo (Young Widow). Después, colaboró con la banda de Kay Kyser en la interpretación de los sencillos "As Long As I Live" y "Boin-n-n-ng!". En 1948 intervino en la película Rostro pálido (The Paleface), junto a Bob Hope y Robert Armstrong.
Su etapa más prolífica sería la primera mitad de la década de los cincuenta, período durante el que intervino en títulos que principalmente aprovechaban su espléndido físico. Entre ellos, destacan Las fronteras del crimen (His Kind of Woman, 1951), una aventura en Macao (Macao, 1952) y especialmente Los caballeros las prefieren rubias (Gentlemen Prefer Blondes, 1953) junto a Marilyn Monroe. Luego rodó una especie de secuela, Los caballeros se casan con las morenas (Gentlemen Marry Brunettes, 1955) y Sangre caliente (Hot Blood, 1956).
Aunque continuó actuando durante la década de los sesenta, sus películas se espaciaban cada vez más, apareciendo en títulos bastante olvidables. Tras Más oscuro que el ámbar (Darker Than Amber, 1970), un film de Robert Clouse, Jane se retiró definitivamente del mundo del cine dedicándose a la televisión, al teatro musical en Broadway y al mundo de la publicidad, apareciendo en promociones de sujetadores. 

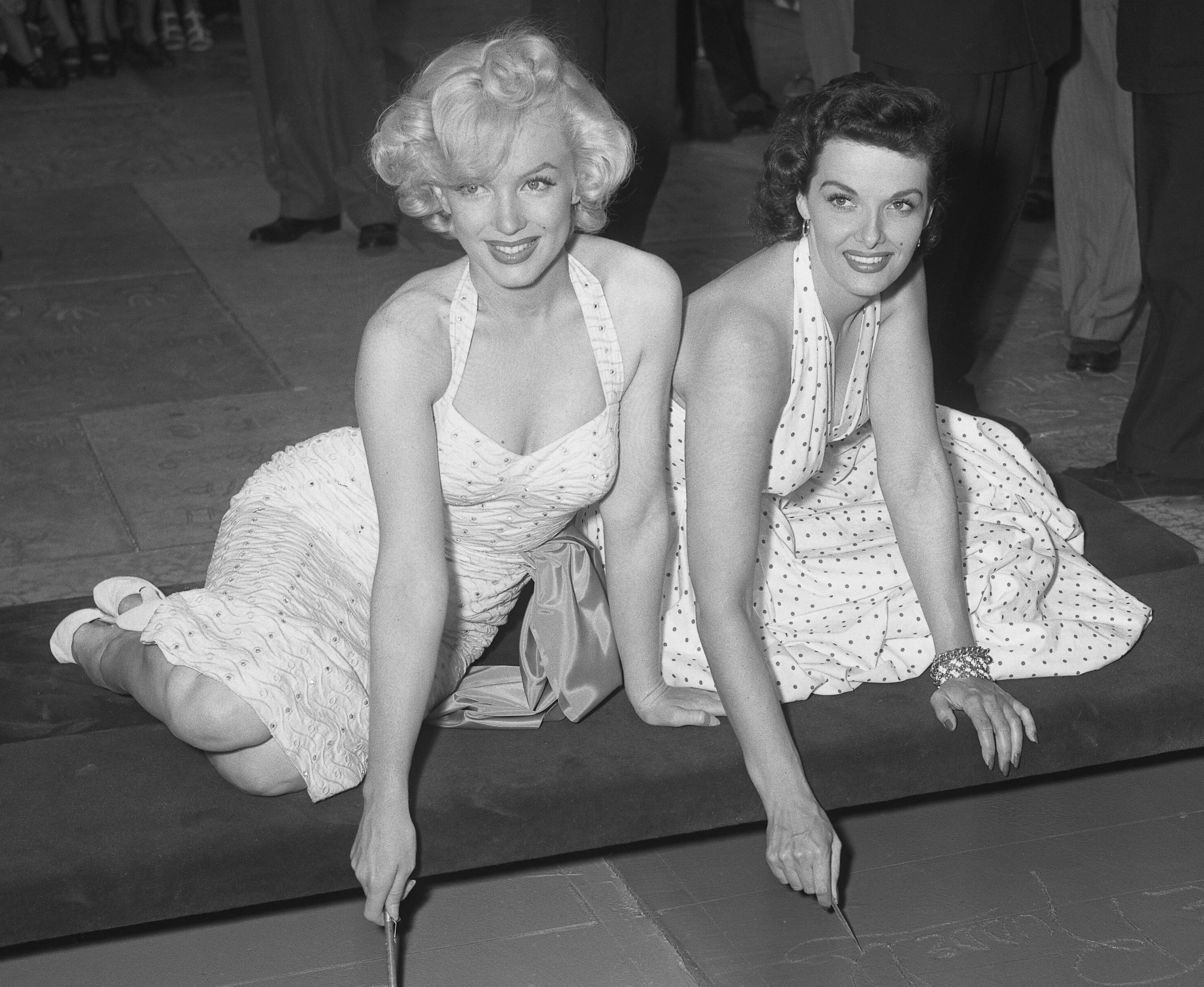
Russell junto a Marilyn Monroe en 1953.

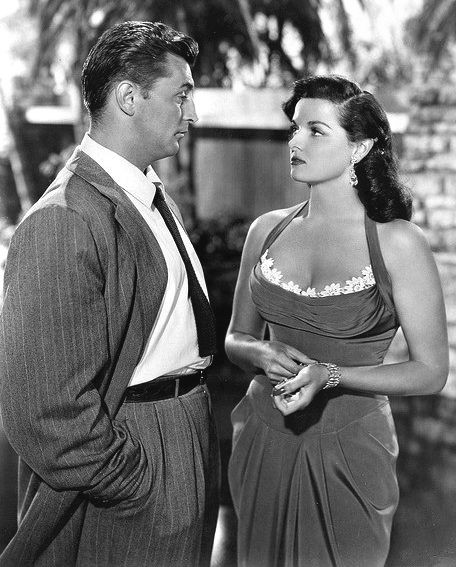
Jane Russell junto a Robert Mitchum en la película His Kind of Woman (1951).

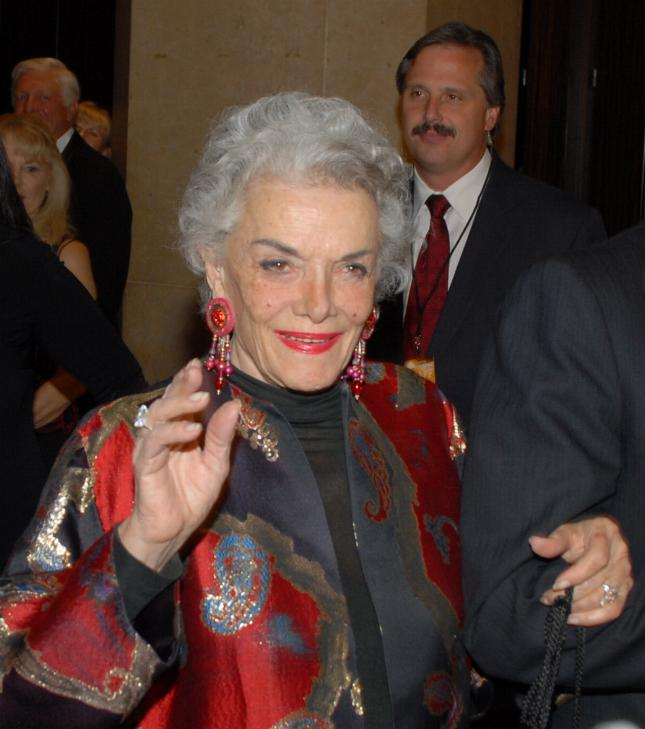
Jane Russell en febrero de 2008.

Russell contrajo matrimonio en tres ocasiones. La primera en 1943 con Bob Waterfield, jugador de fútbol americano, que intervino con ella en la película Jungle Manhunt (1951), en un enlace que duraría hasta 1968, cuando se divorciaron. Descubrió que no podía tener hijos, por lo que adoptaron tres niños: Tracy, Thomas y Robert. Para colaborar con parejas en su misma situación, Russell y su esposo fundarían en 1955 la WAIFF, Fundación Mundial para la Adopción Internacional, una importante organización, pionera en su época, que ubicaba niños extranjeros con matrimonios estadounidenses. Además, se interesó en la caridad, liderando grupos dedicados a recaudar para la beneficencia. Su segundo marido sería Rober Barrett, quien moriría el mismo año de su boda en 1968; el tercero y último fue John Calvin Peoples, con el que se casó en 1974 y con el que permaneció casada hasta la muerte de este, en 1999.

## Filmografía
- The Outlaw (1941)
- Young Widow (1946)
- The Paleface (1948)
- His Kind of Woman (1951)
- Double Dynamite (1951)
- The Las Vegas Story (1952)
- Macao (1952)
- Son of Paleface (1952)
- Montana Belle (1952)
- Road to Bali (1952; cameo)
- Los caballeros las prefieren rubias (1953)
- The French Line (1954)
- Underwater! (1955)
- Foxfire (1955)
- Garras de ambición / Los implacables (1955)
- Gentlemen Marry Brunettes (1955)
- Hot Blood (1956)
- The Revolt of Mamie Stover (1956)
- The Fuzzy Pink Nightgown (1957)
- Fate Is the Hunter (1964; cameo)
- Johnny Reno (1966)
- Waco (1966)
- Born Losers (1967)
- Darker than Amber (1970)